# رافاييل سانتياغو ماريا
رافاييل سانتياغو ماريا (10 أغسطس 1984 في البرازيل - ) هو لاعب كرة قدم برازيلي في مركز الهجوم. لعب مع نادي أيه بي سي ونادي بارانا ونادي بودابست هونفيد ونادي شابيكوينسي ونادي كاشياس دو سول وإسبورتي بيلوتاس ‏ وOperário Ferroviário Esporte Clube ‏ وRio Branco Football Club ‏ وإيراتي الرياضي ‏ وClube Esportivo Bento Gonçalves ‏ وRoyale Union Tubize-Braine ‏ وClube Náutico Marcílio Dias ‏.

## وصلات خارجية
- رافاييل سانتياغو ماريا على موقع قاعدة بيانات كرة القدم.إي يو (الإنجليزية)